# Kamaldeen Sulemana
Kamaldeen Sulemana (Techiman, 15 de febrero de 2002) es un futbolista ghanés, juega como delantero y su club es el Atalanta B. C. de la Serie A de Italia.

## Trayectoria

### Nordsjælland
Nacido en Techiman, Bono Oriental, Kamaldeen jugó por el equipo junior Techiman Liberty y después formó parte de la Right to Dream Academy antes de unirse a
su club cooperativo en Dinamarca, FC Nordsjælland, en enero de 2020. Firmó un contrato de cinco años con el club en febrero del mismo año e hizo su debut el día 22, contra el SønderjyskE en la Superliga de Dinamarca.
En agosto de 2020, el club le dio la camiseta número 10, tras la marcha de Mohammed Kudus al Ajax.

### Rennes
El 16 de julio de 2021, Kamaldeen firmó un contrato de cinco años con el club Rennes de la Ligue 1, por una cifra inicial de 15 millones de euros, más bonus condicionales de 5 millones de euros.

## Selección nacional
Debutó con la selección absoluta el 9 de octubre de 2020 en un partido amistoso contra Mali que finalizó con una derrota por 3 goles a 0. Su segundo encuentro con la sección lo disputó tres días después, en un amistoso contra Catar, finalizando con una victoria por 5 goles a 1.

## Vida personal
Kamaldeen tiene dos hermanos, llamados Raulf y Hakim.

## Estadísticas

### Clubes
Actualizado al último partido disputado el 25 de mayo de 2025.
| Club                         | Div.          | Temporada     | Liga  | Liga  | Copas nacionales | Copas nacionales | Copas internacionales | Copas internacionales | Total | Total |
| Club                         | Div.          | Temporada     | Part. | Goles | Part.            | Goles            | Part.                 | Goles                 | Part. | Goles |
| ---------------------------- | ------------- | ------------- | ----- | ----- | ---------------- | ---------------- | --------------------- | --------------------- | ----- | ----- |
| F. C. Nordsjælland Dinamarca | 1.ª           | 2019-20       | 13    | 4     | 0                | 0                | —                     | —                     | 13    | 4     |
| F. C. Nordsjælland Dinamarca | 1.ª           | 2020-21       | 29    | 10    | 1                | 0                | —                     | —                     | 30    | 10    |
| F. C. Nordsjælland Dinamarca | Total club    | Total club    | 42    | 14    | 1                | 0                | 0                     | 0                     | 43    | 14    |
| Stade Rennes F. C. Francia   | 1.ª           | 2021-22       | 20    | 4     | 1                | 0                | 6                     | 1                     | 27    | 5     |
| Stade Rennes F. C. Francia   | 1.ª           | 2022-23       | 14    | 1     | 2                | 0                | 4                     | 0                     | 20    | 1     |
| Stade Rennes F. C. Francia   | Total club    | Total club    | 34    | 5     | 3                | 0                | 10                    | 1                     | 47    | 6     |
| Southampton F. C. Inglaterra | 1.ª           | 2022-23       | 18    | 2     | 0                | 0                | —                     | —                     | 18    | 2     |
| Southampton F. C. Inglaterra | 2.ª           | 2023-24       | 25    | 0     | 1                | 0                | —                     | —                     | 26    | 0     |
| Southampton F. C. Inglaterra | 1.ª           | 2024-25       | 26    | 1     | 4                | 1                | —                     | —                     | 30    | 2     |
| Southampton F. C. Inglaterra | Total club    | Total club    | 69    | 3     | 5                | 1                | 0                     | 0                     | 74    | 4     |
| Atalanta B. C. · Italia      | 1.ª           | 2025-26       | 0     | 0     | 0                | 0                | 0                     | 0                     | 0     | 0     |
| Atalanta B. C. · Italia      | Total club    | Total club    | 0     | 0     | 0                | 0                | 0                     | 0                     | 0     | 0     |
| Total carrera                | Total carrera | Total carrera | 145   | 22    | 9                | 1                | 10                    | 1                     | 164   | 24    |